# Ringsel

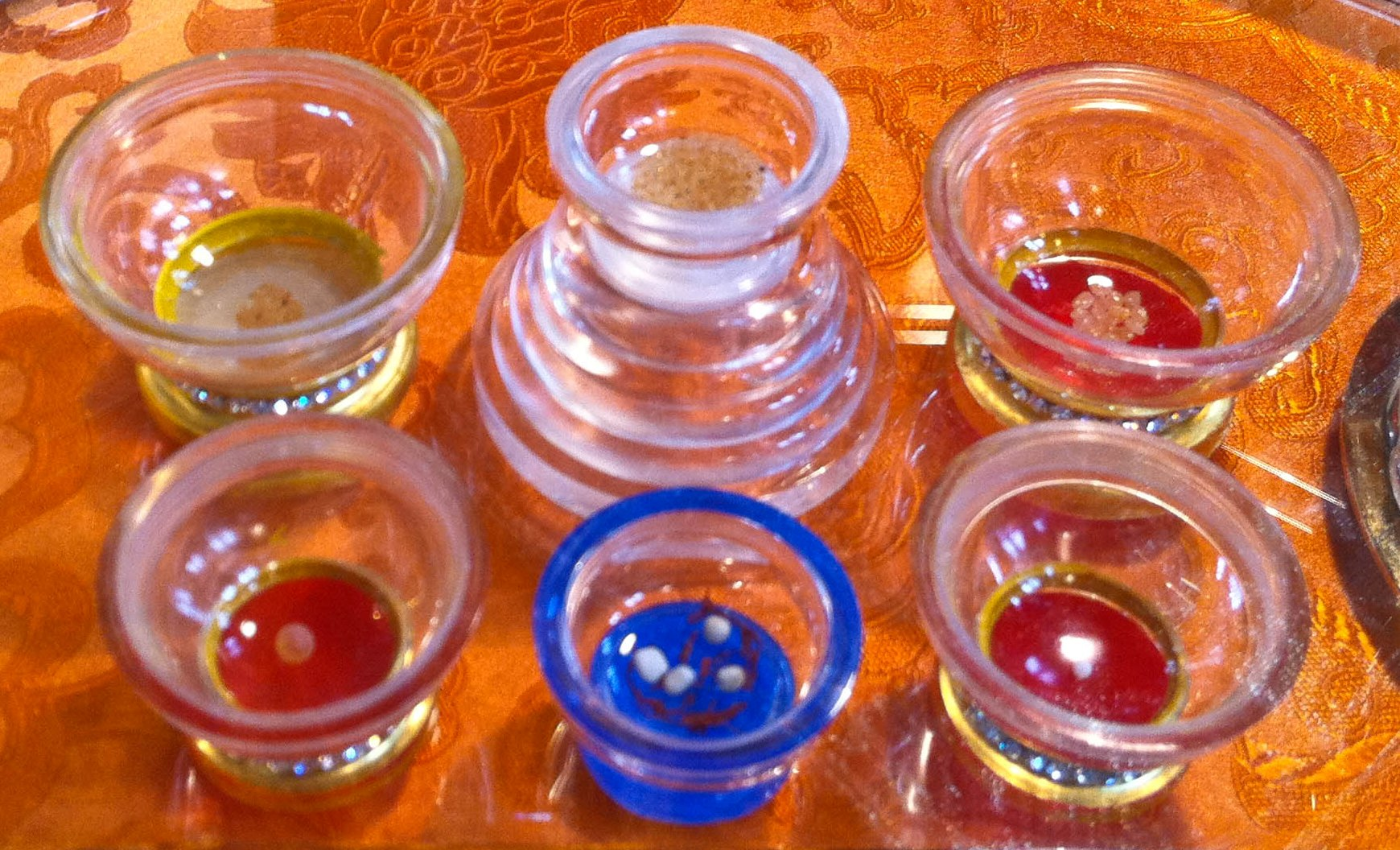
Ringsel/Sarira

Ringsel (tyb.: རིང་བསྲེལ།, Wylie: ring-bsrel) – małe, szarobiałe pigułki, uważane przez Tybetańczyków za bardzo święte. Według buddystów stanowią one skumulowaną energię miłości oświeconych istot i pojawiają się od czasu do czasu same z siebie wokół świętych miejsc i przedmiotów, na przykład wielkiej chorągwi zwycięstwa zawieszonej nad klasztorem Karmapy w Tsurphu.